# 納涼床

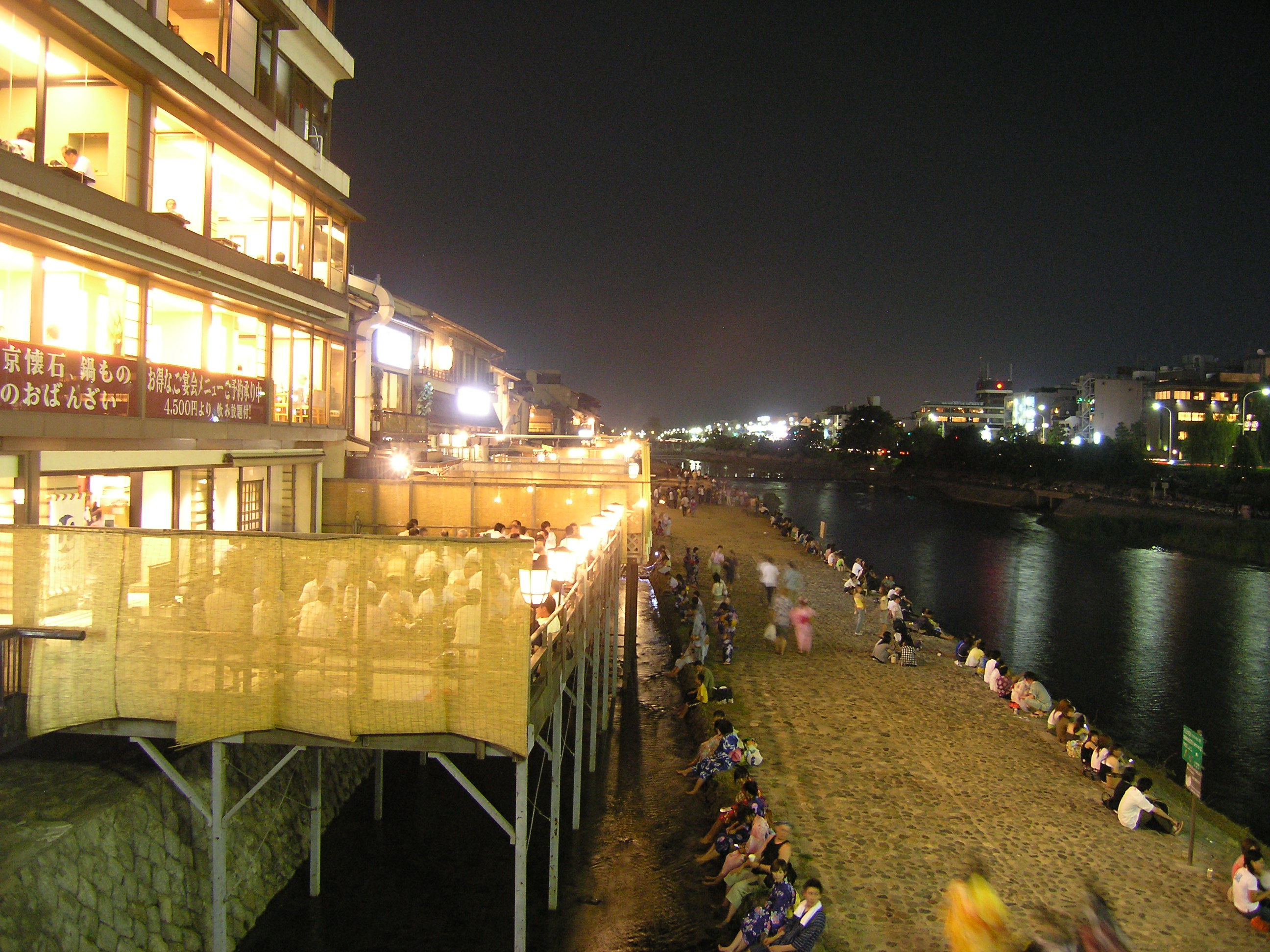
先斗町の納涼床（四条大橋西詰より北方）

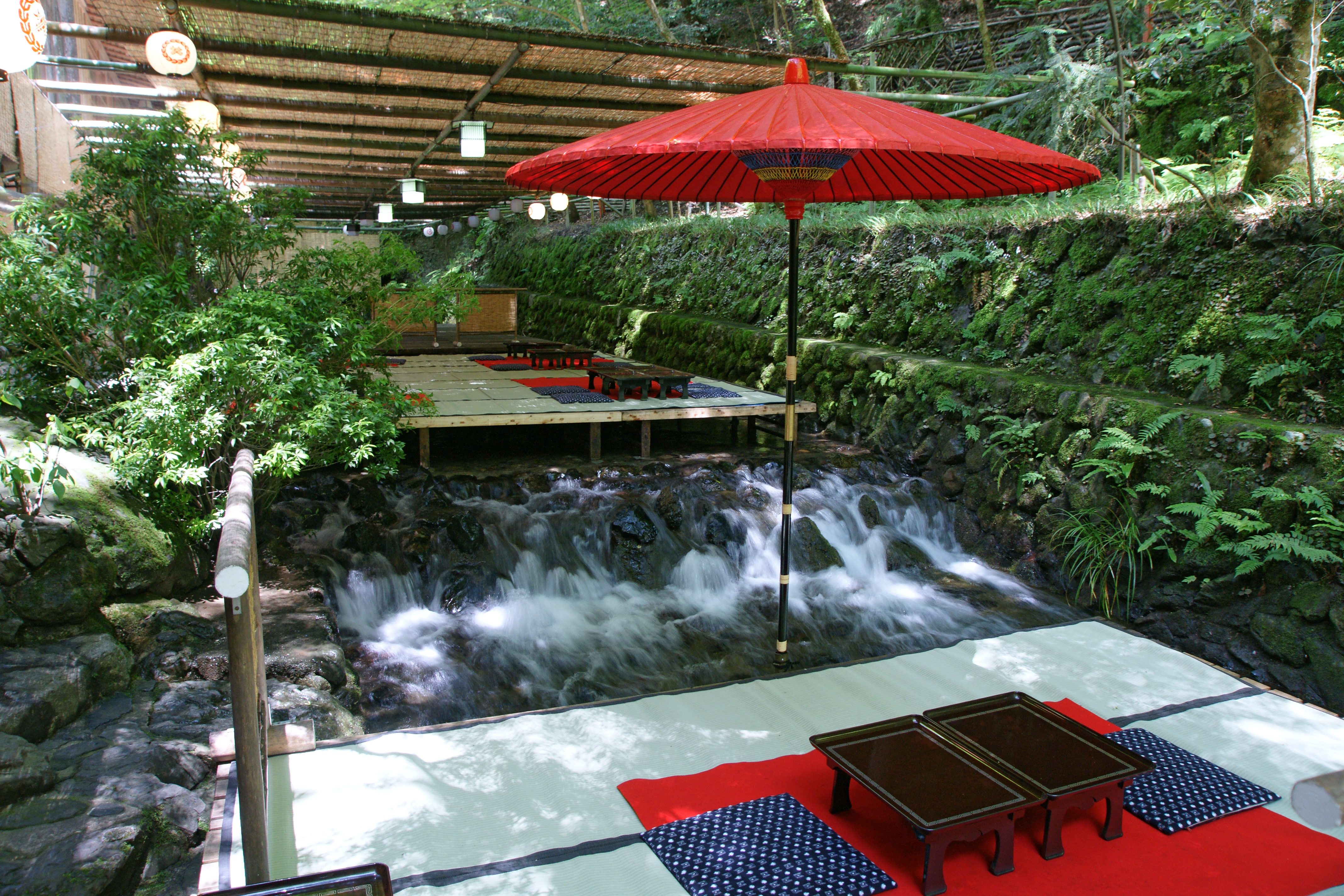
貴船の川床

納涼床（のうりょうゆか、のうりょうどこ）、あるいは川床（かわゆか、かわどこ）は、川や河川敷の上に設けられた座敷のこと。
飲食店が川の上や屋外で川のよく見える位置に座敷を作り、料理を提供する。5月ごろから9月ごろまで、京都市の鴨川、貴船、高雄、鷹峯などで楽しむことができ、京都や大阪の夏の風物詩の一つである。

## 納涼床と法規制
納涼床は近代法が整備される明治時代以前から存在したが、納涼床が河川敷を含む「河川区域」に張り出して設置されることから、河川法が制定されて以降、設置に当っては許可が必要となった。
現在施行されている新河川法では、第24条により河川区域内の土地を占用しようとする者は河川管理者の許可を受けねばならず、工作物を設置する際は第26条に基づきさらに許可が必要となる。この河川法の施行細則として国土交通省は「河川敷地占用許可準則」を定めており、その中で占用主体は原則的に公共性・公益性が高い団体に限り、通常は営利目的の利用を認めていない。納涼床についても、半永久的な構造物の設置は長く禁止されていた。
2002年（平成14年）、政府の都市再生本部による「全国都市再生のための緊急措置」の中で「地域産業・観光などの経済活動・交流活動の振興や福祉をはじめとする生活サービスの充実などを空間整備と一体的に実施する取組み」が提言され、これを受けて2004年（平成16年）に特例措置として、河川局長が指定した区域において許可準則を緩和する社会実験が行われることとなった。この社会実験の一環として、2009年大阪北浜に常設された「北浜テラス」をはじめとした納涼床が全国で設置された。
2010年（平成22年）には、国土交通省内の成長戦略会議において観光振興が強く打ち出されたこともあり、2011年（平成23年）3月8日、河川敷地占用許可準則が改正され、これまでの特例措置が恒久化されることとなった。なお、河川敷地占用許可準則においては、「納涼床」ではなく「川床」と呼称されている。

## 鴨川納涼床

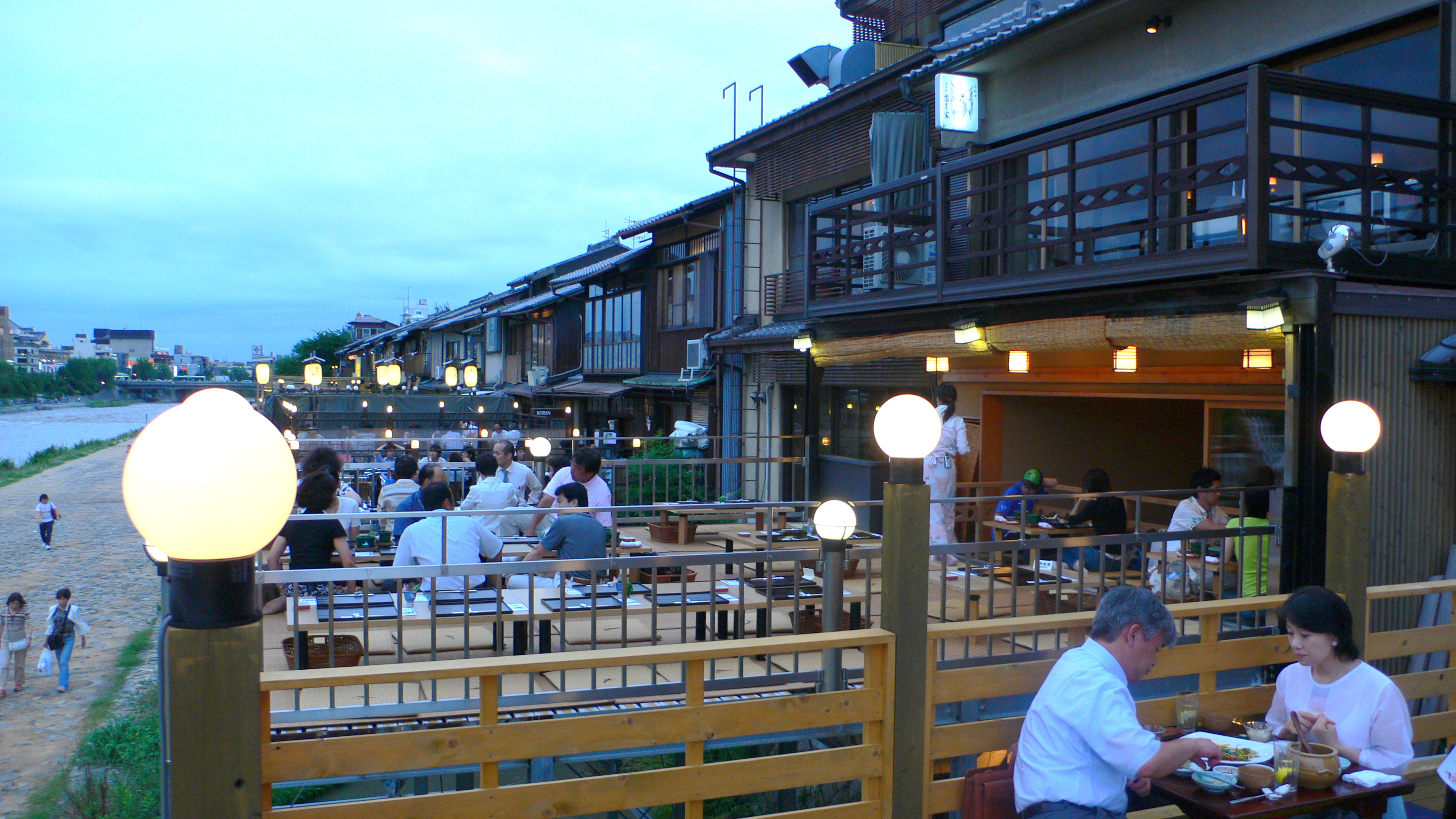
先斗町の鴨川納涼床
料亭・割烹などが納涼床を出して軒を連ねている

### 開催内容
毎年5月1日から9月30日まで設営される。月間によってそれぞれ「皐月の床」（5月）、「本床」（6月7月8月）、「後涼み」（9月）と呼称される。二条から五条にかけて4つのエリア（上木屋町、先斗町、西石垣、下木屋町）で構成され、90軒余りの店が並ぶ。懐石、割烹、京料理などの和食だけでなく、中華料理、西洋料理、焼肉、喫茶などの店舗でも納涼床を楽しめる。基本的に夜の納涼床が中心であるが、5月・9月は昼の納涼床も楽しめる。（食中毒防止のため、6・7・8月は昼の納涼床は営業しない）
京都府鴨川条例においては、特に「鴨川の右岸の二条大橋から五条大橋までの区間において、飲食を提供するために設置される高床形式の仮設の工作物」（同条例14条）を同条例における鴨川納涼床と定義し、それらについては知事が河川法許可の審査基準を定めるものとしている。

### 歴史
江戸時代前期の文献（『案内者』〈寛文2年、1662年〉、『日次紀事』〈貞享2年、1685年〉）によれば、鴨川での床が年中行事化したのは17世紀の初頭とみられ、18世紀末頃までは祇園会の前祭から後祭までの期間に限定して設営していたようである。当初は茶屋が鴨川の中州や浅瀬に床几程度のものを臨時に設置していたが、その後、茶屋本体に付随したある種の固定化された床が出現する。文政2年（1819年）刊行の『扁額軌範』の記述からみて、固定化された床は少なくとも19世紀の初頭には確実にあったとみられ、17世紀後半の作品ともいわれる「四条河原風俗図巻」に見られる床が夕涼みを描写したものであれば、その歴史はさらに1世紀以上遡ることができる。
明治時代になると7月から8月にかけて四条大橋を中心に北は竹村屋橋（四条大橋の北約200mにあった橋）から南は団栗橋にかけて設営された。しかし、1894年（明治27年）の鴨川運河開削や1915年（大正4年）の京阪電車鴨東線の延伸などで左岸からは消滅した。
1929年（昭和4年）には半永久的な床を出すことが禁止された。さらに1934年（昭和9年）の室戸台風と1935年（昭和10年）の集中豪雨で壊滅的な被害を受けた。また、第二次世界大戦中は灯火管制などから営業は自粛された。
1952年（昭和27年）に景観保護のため「納涼床許可基準」が策定され規則が整備された。

## 貴船の川床
貴船口駅から貴船神社に向けて少し歩くと20軒ほどの店が床を並べている。京料理や流しそうめんを楽しむことができる。自然が多く情緒溢れる床である。川の上に床をつくる。

## 高雄の川床
京都市内より気温が3～5度低く夏の別天地として知られる高雄。清滝川に張り出すように一段高い位置にたてられた床で屋根が有るのが特徴。天然鮎、京野菜など旬の食材を使った川床料理を楽しむことができる。また6月中旬から7月中旬頃まで、天然記念物の源氏ぼたるも見ることができる。期間はお昼 5月初旬から11月末まで。夜 6月1日～9月末頃まで。

## 大阪川床「北浜テラス」
水都大阪のシンボル「中之島」に面して、北浜1丁目から2丁目の土佐堀川左岸に設けられる川床。背景の梅田のビル街や高速道路、中之島のバラ園や赤レンガの大阪市中央公会堂、時折遊覧船が行く穏やかな土佐堀川(旧淀川)など、都会と自然が融合した広大な空間を楽しめる。3月下旬の川床開きから秋・寒くなるまで運用されているが、常設の為一部店舗は冬季も営業している。